# Републикански път III-6062
Републикански път IIІ-6062 е третокласен път, част от Републиканската пътна мрежа на България, преминаващ по територията на Пловдивска и Пазарджишка област. Дължината му е 23,1 km.
Пътят се отклонява надясно при 65,6 km на Републикански път III-606 в центъра на село Любен и се насочва на югозапад през Горнотракийската низина. След село Правище завива на юг, минава през центъра на град Съединение, в южната му част завива на запад, навлиза в Пазарджишка област и в северната част на село Пищигово се свързва с Републикански път III-8003 при неговия 7,9 km.
| Пътища, отклоняващи се надясно (населено място, № на пътя, посока на пътя) | km   | Пътища, отклоняващи се наляво (посока на пътя, № на пътя, населено място)                                   |
| -------------------------------------------------------------------------- | ---- | --- |
| Община Съединение, Област Пловдив, III-606, 65,8 km, с. Любен →            | 0,0  | → с. Любен, 65,8 km, III-606, Област Пловдив, Община Съединение                                             |
| с. Правище                                                                 | 4,8  | с. Правище                                                                                                  |
| (за с. Найден Герово) общински път, гр. Съединение ←                       | 10,8 | гр. Съединение                                                                                              |
| гр. Съединение                                                             | 11.4 | → гр. Съединение, общински път (за с. Голям чардак) ← гр. Съединение, 19,6 km, III-805 (от 220,8 km на I-8) |
| гр. Съединение                                                             | 13.8 | ← гр. Съединение, 11.7 km, III-8005 (от 210.3 km на I-8)                                                    |
| Община Пазарджик, Област Пазарджик                                         | 17.7 | Област Пазарджик, Община Пазарджик                                                                          |
| (до 36,3 km на III-606) III-8003, 7,9 km, с. Пищигово ←                    | 23,1 | ← с. Пищигово, 7,9 km, III-8003 (от 199.3 km на I-8)                                                        |